# Армянская епархия Москвы
Московская епархия Эчмиадзинского патриархата Армянской Апостольской церкви (арм. Հայ Առաքելական եկեղեցու Էջմիածնի պատրիարքության Մոսկվայի թեմ) — упразднённая прелатская епархия Армянской Апостольской церкви бывшая в составе Эчмиадзинского патриархата.
Сегодня территория упразднённой Московской епархии входит в ведение Ново-Нахичеванской и Российской епархии Армянской Апостольской церкви.

## История
В юрисдикцию Московской епархии входил центральная часть России. По данным на 1911 год количество верующих данной епархии Армянской Апостольской церкви — 4.000, общин — 4.
Епархия имела 3 церкви.